# Diplodontias robustus
Diplodontias robustus är en sjöstjärneart som först beskrevs av Fell 1953.  Diplodontias robustus ingår i släktet Diplodontias och familjen Odontasteridae.
Artens utbredningsområde är havet kring Nya Zeeland. Inga underarter finns listade i Catalogue of Life.